# 1982 à Terre-Neuve-et-Labrador
Chronologie de Terre-Neuve-et-Labrador
- 1978
- 1979
- 1980
- 1981
- 1982
- 1983
- 1984
- 1985
- 1986

Cette page concerne des événements d'actualité qui se sont produits durant l'année 1982 dans la province canadienne de Terre-Neuve-et-Labrador.

## Politique
- Premier ministre : Brian Peckford
- Chef de l'Opposition :
- Lieutenant-gouverneur : William Anthony Paddon (en)
- Législature :

## Événements
- 6 avril : élection générale au Terre-Neuve-et-Labrador — le Parti progressiste-conservateur conserve sa majorité à la Chambre d'assemblée dirigé par Brian Peckford ; le Parti libéral forme l'opposition officielle dirigé par Len Stirling.

## Naissances
- 12 février : Marie-Ève Marleau, née à Labrador City dans le Labrador, est une sportive, nageuse et plongeuse canadienne.